# Suberites flabellatus
Suberites flabellatus är en svampdjursart som beskrevs av Carter 1886. Suberites flabellatus ingår i släktet Suberites och familjen Suberitidae. Inga underarter finns listade i Catalogue of Life.